# 애덤 무토

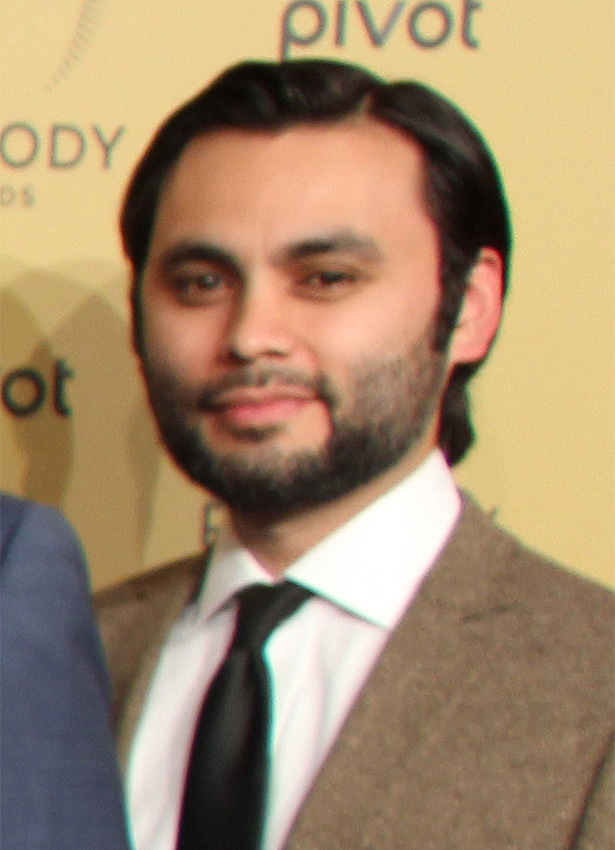

애덤 무토(영어: Adam Muto)는 미국의 예술가이자 제작자로 카툰네트워크의 애니메이션 《어드벤처 타임》의 작가, 스토리보드 작가, 공동 이그제큐티브 프로듀서이다.
2011년에는 리베카 슈거와 함께 에피소드 "It Came From the Nightosphere"로 프라임타임 에미상 후보에 오르기도 했다.

### 작품
| 연도      | 제목              | 역할                          |
| --------- | ----------------- | ----------------------------- |
| 2009~현재 | 《어드벤처 타임》 | 작가, 스토리보드 작가, 제작자 |